# Quiterio Olmedo
Quiterio Olmedo (1907. december 21. – ), paraguayi válogatott labdarúgó.
A paraguayi válogatott tagjaként részt vett az 1930-as világbajnokságon és az 1929-es Dél-amerikai bajnokságon.

## Külső hivatkozások
- Quiterio Olmedo a FIFA.com honlapján Archiválva 2009. április 2-i dátummal a Wayback Machine-ben